# 9217 Kitagawa
9217 Kitagawa este un asteroid din centura principală, descoperit pe 16 noiembrie 1995, de Takao Kobayashi.